# Kur- und Landschaftspark Bad Salzuflen

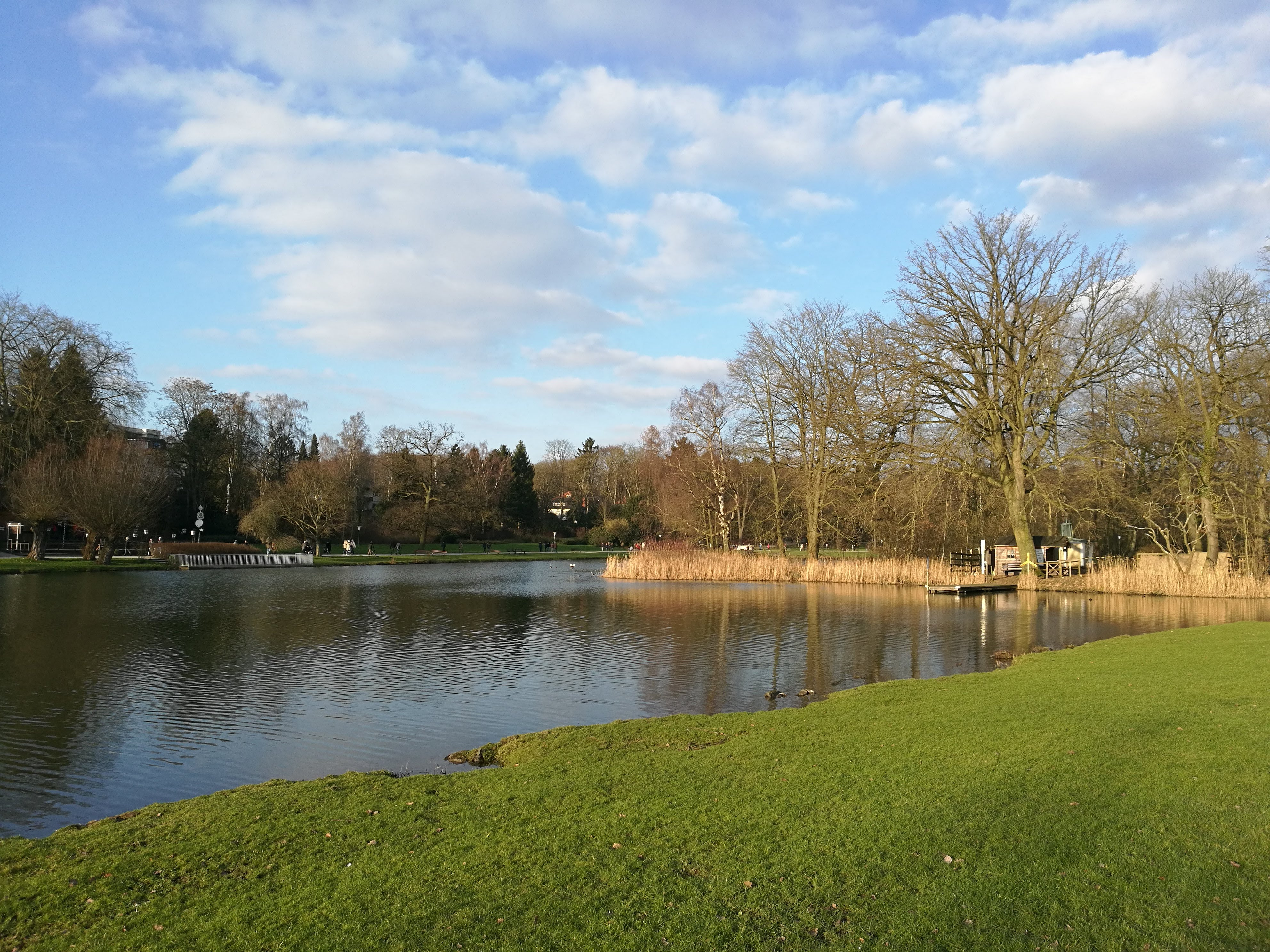
Kurparksee

Der Kur- und Landschaftspark Bad Salzuflen ist ein Park in der lippischen Stadt Bad Salzuflen und weist eine Größe von etwa 126 Hektar auf. Er orientiert sich entlang der Salze. Er besteht aus drei Teilen.

## Rosengarten
Der Rosengarten befindet sich im südöstlichen Teil des Geländes zwischen Kurpark und Fußgängerzone. Er ist von den Gradierwerken und dem Salinenpark-Komplex umrahmt. Er wurde 1872 vom lippischen Hofgärtner Johann Georg Kahl (1809–1879) geschaffen. Zur Bepflanzung zählen 3000 Rosen und 800 andere Stauden wie Lavendel, Salbei und Schleierkraut. Die weißen Sitzbänke aus Eiche sind nach historischem Vorbild gefertigt. Die alte Brunnenanlage besteht aus Kalkdolomitgestein. Zu den Gehölzen zählt ein alter Ginkgo.

## Kurpark
Der von April bis Oktober eintrittspflichtige Kurpark wurde 1907 auf einer Fläche von 10 Hektar angelegt. Hintergrund war der Bau des Kurhauses und die Erbohrung des Leopoldsprudels 1905. Zu den Gehölzen im Park zählen eine Moupin-Weide (Salix moupinensis), mehrere Sumpfzypressen (Taxodium distichum) sowie eine Likiang-Gebirgsfichte (Picea likiangensis) und 13 verschiedene Ahornarten. Innerhalb des Kurparks befindet sich die zwischen 1962 und 1964 errichtete Wandelhalle und die Konzerthalle.

## Landschaftsgarten
Der sich im Norden anschließende Landschaftspark wurde zusammen mit dem großen Parksee 1908 angelegt und seitdem ständig erweitert. Hier befindet sich auch der 2008 eröffnete Irrgarten Hortus Vitalis. Am Übergang vom Landschaftspark in die weitere Landschaft befindet sich ein Wildgehege.